# Gongga Shan
Gongga Shan är ett berg i Kina. Det ligger i provinsen Sichuan, i den sydvästra delen av landet. Toppen på Gongga Shan är 7 556 meter över havet.
Gongga Shan är den högsta punkten i trakten. Det finns inga samhällen i närheten. Trakten runt Gongga Shan är permanent täckt av is och snö.